# Adrian Cristobal Jr
Adrian S. Cristobal Jr es un abogado y administrador filipino conocido por su dirección del Departamento de Comercio e Industria como secretario interino desde diciembre de 2015 hasta junio de 2016, bajo el mandato del presidente Benigno Aquino III. Se incorporó a la actual administración en 2010, reemplazando a Gregory Domingo.

## Educación
Es doctor en derecho por la Universidad Ateneo de Manila y licenciado en ciencias políticas por la Universidad de California Berkeley.

## Administraciones
Antes de ser designado en su último cargo, ocupó el cargo de asistente especial de la Secretaría de Gobernación y Gobernación Local en 1994 y la práctica de la abogacía por cuenta propia, impartió clases en la Ateneo School of Government, también se desempeñó en diferentes agencias gubernamentales como consejero de la cabeza. En 2001 fue Subsecretario de Bienestar del Consumidor y Regulación Comercial y también ocupó el cargo de Supervisor del Subsecretario de Asuntos Jurídicos durante un par de años antes de ser nombrado Jefe de Gabinete del Secretario del Departamento de Comercio e Industria hasta 2005 donde se convirtió en Director General de la Oficina de Propiedad Intelectual hasta 2009. Luego fue Subsecretario de Comercio Internacional en 2010 hasta 2012 pasó a ser subsecretario de Desarrollo Industrial y Política Comercial, no solo ese cargo que ocupó, es vicepresidente y jefe del Directorio de Inversiones.